# White label
Un white label és, segons la terminologia utilitzada en el món de la música electrònica i dels DJ's, un disc que encara no s'ha publicat i conté molt poca informació sobre el contingut. Normalment són còpies promocionals. El seu origen està en els discs de vinil que usaven els DJ en sessions col·lectives, dels quals arrencaven l'etiqueta perquè els altres no poguessin descobrir d'on extreien els temes per a les seves mescles.